# KD운송그룹
KD운송그룹은 대원여객을 모태로 하고 버스 운송사업을 주로 하는 대한민국 내 최대 육상 운송 회사이다.
서울시 및 수도권 지역을 중심으로 고속버스·공항버스·농어촌·시내버스·시외버스 및 전세버스를 운영하고 있으며 그 규모는 대한민국 내에서 가장 크다. 과거 경기대원그룹(京畿大元그룹)이라고도 칭하였으나, 현재 이 명칭은 공식적으로 사용하지 않는다.

## 창립자
창립자는 권영우, 허명회 회장이다.
그룹 창립의 모태는 대원여객이며 창립자는 허명회 회장이다.
또한 경영상 동반자인 故 권영우는 명지대학교 경영학과를 졸업하고 세명대학교, 대원대학교 창립자이다. 또한, 많은 학교법인을 경영해 왔다.

## 특징

### 차량 관련
차량 도색 관련
- 이 회사의 고속버스·공항버스·시외버스·전세버스는 모두 보라색 그라데이션 도색을 하고 있다. 지금은 시내버스 계열사, M버스(국토교통부의 광역급행버스 도색), 굿모닝 급행버스(굿모닝 급행버스 전용 도색)를 제외하고는 전부 보라색 그라데이션 도색을 하고 있다.

차량 및 공조 관련

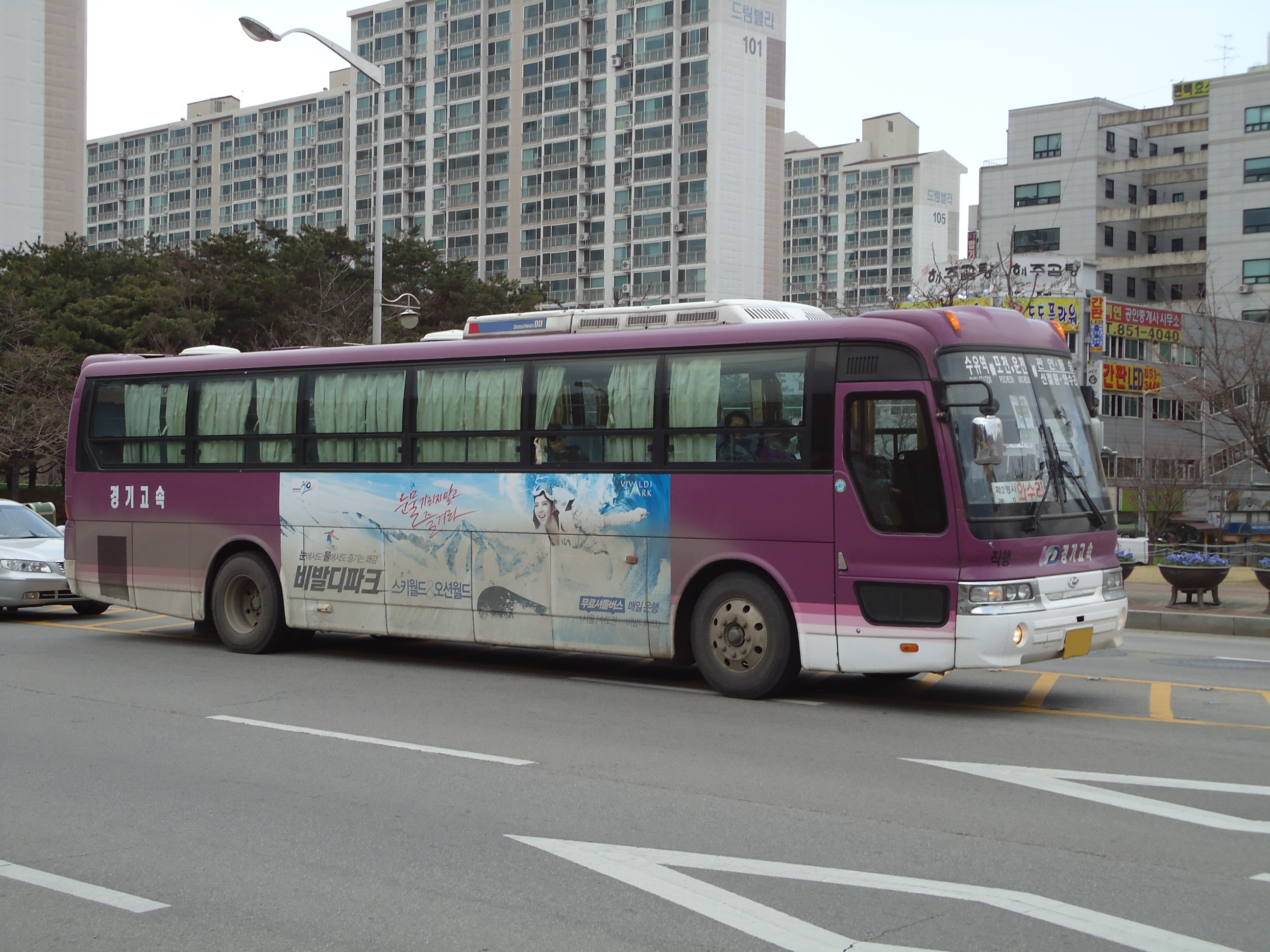
구 선진고속 중고 에어로 스페이스 LS(3005번)

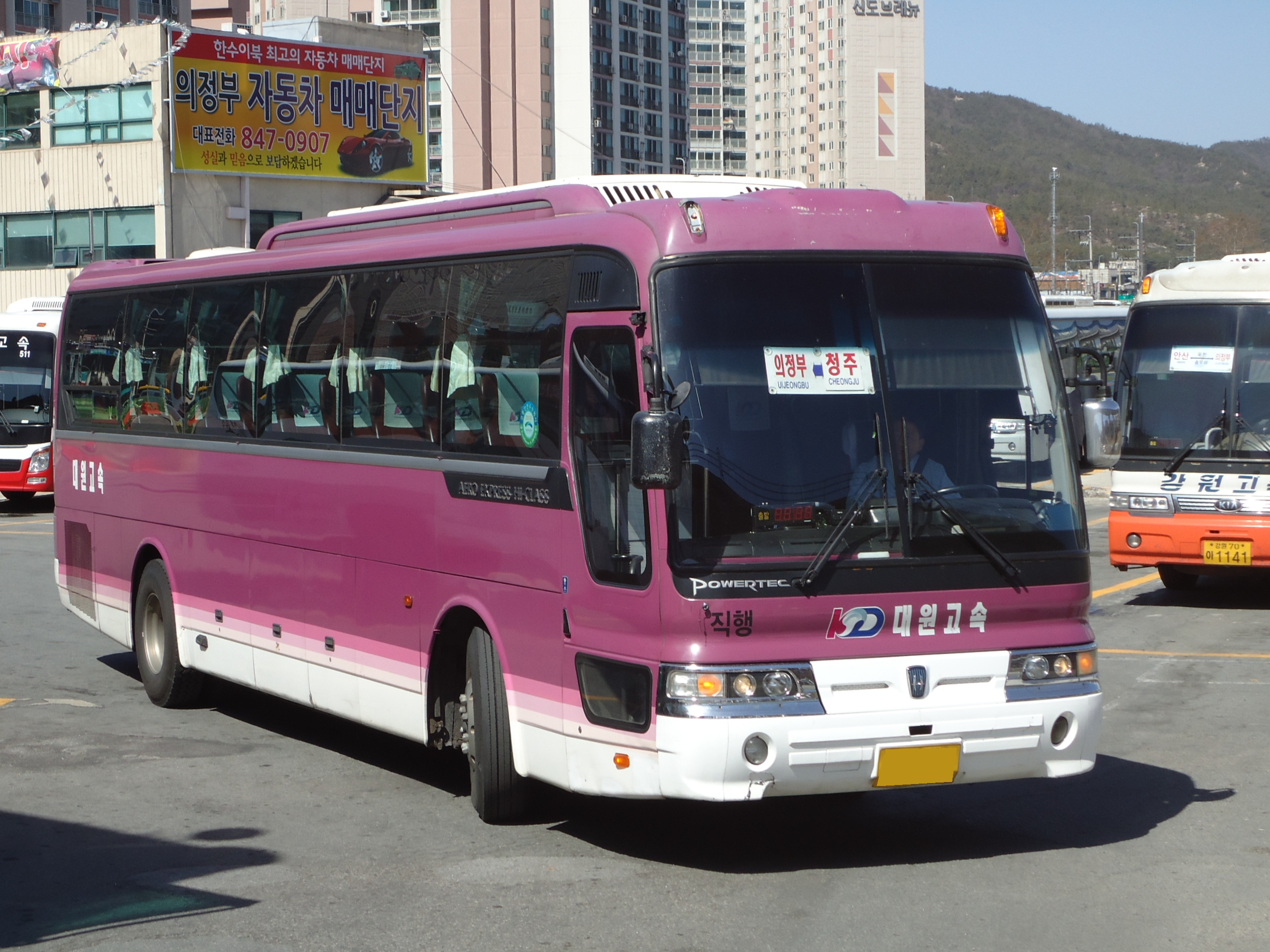
대원고속 뉴 에어로 익스프레스 하이 클래스

금강산 관광 사업 문제로 인하여 대원관광의 일부 차량을 제외하고는 대부분 자일대우버스를 보유하고 있었으나 과거 여러회사를 인수하면서 현대자동차의 버스가 많았고 명진여객이 있는 의정부시에서 많이 볼 수 있었다. 또한 구리시의 경기여객을 비롯하여 선진네트웍스로부터 인수한 인수한 남양주시의 경기운수, 경기버스에서도 현대자동차의 비중이 높았으나 지금은 모두 자일대우상용차로 대차되었다.
KD운송그룹의 모든 차량은 대원관광의 금강산 관광 사업문제로 반입된 현대자동차 유니버스 익스프레스 노블, 에어로 익스프레스 하이클래스, 2014년에 요소수 수급 문제, 2015년 자일대우버스 파업으로 인해 반입한 유니버스 스페이스 엘레강스 폴딩, 2018년 성남시 ~ 인천국제공항 간 공항버스 노선의 서비스 증진을 위한 현대 뉴 프리미엄 유니버스 익스프레스 노블, 대원운수, 경기상운, 평안운수, 경기버스의 현대 카운티 차량을 제외하면 모든 차량은 자일대우버스로만 반입함으로써 차량 부품의 공용화, 운전기사 운전교육 통일화를 통한 유지비 절감효과를 가지고 있다. 그러나 타 회사, 또는 타 회사의 노선을 인수하여 넘어온 중고 현대자동차의 차량도 다수 있었고 과거엔 무조건 대폐차하였으나, 현재엔 보조금 및 내구연한 관련 문제로 인해, 그대로 운행중이며, 내구연한이 만료되면 자일대우버스로 대폐차 진행되고 있다. 한 때 요소수 수급 등에 문제가 생기면서 현대자동차 차량을 자체 구매하였으며, 근래에 와서는, 동부고속, 아성천마고속, 천일여객그룹, 코리아와이드진안, 태화상운 등지에서 가져온 중고 기아자동차 버스도 들어와 운행중이다. 과거에는 엑싱공조의 에어컨을 장착하였으나 엑싱공조 부도 이후 주로 두원공조의 에어컨을 많이 찾으며, KD운송그룹 소속이라는 표시로 미국 알코아 사의 알코아(Alcoa) 휠을 사용한다. 하지만 최근에는 대만의 FCT사의 FCT휠도 사용한다.
2005년부터 KD운송그룹 계열 전 시내버스에서는 부품의 통일화, 그룹 이미지 상승 효과 및 승객의 사고 방지를 위해서 목 받침이 기본 적용된 좌석 옵션을 기본으로 적용한다. 그러나 경기고속, 대원고속 소속의 광주시내버스, 이천시내버스, 여주시내버스 등에서 운행하는 중형버스와 저상버스, 대원여객, 대원교통에서 컨소시엄에 참여하여 메트로버스 지분 출자시 반입된 차량, 자체적으로 반입한 소형버스인 자일대우 레스타와 현대 카운티 차량의 경우 다른 시내버스들과 달리 좌석 옵션으로 반입하지 않고 있다.
2015년 11월부터 볼보버스의 B8RLE 섀시 기반의 2층 버스를 수입하여 대원운수와 경기고속 등 수많은 계열사의 직행좌석버스 노선에 투입하고 있다.
그러나 2020년, 자일대우상용차가 울산 공장을 폐쇄하고 베트남 공장으로 이전하려다가 노동조합의 반발로 인해 자일대우상용차의 차량 생산이 중단되면서 대원여객, 대원교통, 경기고속, 대원고속, 평안운수 등의 수많은 계열사에서 현대자동차의 차량을 출고하고 있다.

### 주요 노선
광주시내버스 1005-1번 관련
이 버스는 1993년 오리역과 광화문역을 연결하면서 타 도로인 분당내곡도시고속화도로를 이용하는 다른 좌석버스와 달리, 수도권 직행좌석버스 최초로 경부고속도로를 경유하도록 노선이 개통되었다. 또한 서울특별시 차적의 좌석버스보다 300원이 저렴하면서 이동공중전화와 TV 수상기가 설치된 고속버스와 맞먹는 고급 차량을 사용하여 승객의 호응이 높아 130여 대에 이르는 대한민국 내 최다 차량 보유 시내버스 노선이라는 기록도 갖고 있었다.
물론 45-2번 (현 9401번) 버스, 6006번 (현 9404번) 버스, 736-1번 (현 9408번) 버스, 7007번 (구 9409번, 9401B번) 버스 등이 개통하면서 수익성이 다소 악화되었으나, 광주시내버스 1005-1번에 최초로 도입한 차량을 다른 경기도 신도시 지역에 투입함으로써 KD운송그룹 사세 확장의 결정적 계기가 되었다.
2007년 8월 30일부로 단국대학교 죽전캠퍼스로 연장되었으나 2014년 7월 25일에 오리역으로 다시 단축되었다.
신분당선 개통과 올빼미버스 등장 이후 계속 감차되다가, 결국 2018년 10월 28일부로 최종 폐선되었다.
광주시내버스 65번 관련
이 버스는 광교신도시와 안양역을 연결하는 노선으로 경남여객으로부터 1995년에 양수받아 대원고속에서 운행중인 노선이다. 이로 인해 당시 수원시 ~ 안양시를 잇던 노선을 보유한 수원여객에서는 기존 영통동 ~ 안양역 간의 64번과 비슷한 노선으로 63번을 신설해 운행하였다.
그 후 이 노선이 장거리 노선임에도 불구하고 대원고속에서 60대의 차량을 집중 투입해 배차간격이 30초~3분 정도로 줄어드는 일명 "빗자루 배차"를 하기도 하였다. 이러한 배차간격으로 인해 수원여객은 수원시내버스 63-1번이 신설하고 63번은 이목동으로 단축, 64번은 동탄신도시 ~ 안양역이라는 새로운 형태로 개통하였다.
한때 노선이 같은 650번을 신설해 분할 운행하였고 금정역 ~ 광교신도시를 운행하다 2011년 9월 1일에 폐선하였다. 그리고 정자, 천천지구 주민들의 요청으로 65-1을 개설하려 했으나, 수원시청의 반대로 무산되었다.
현재 이 노선은 2010년 12월 부로 차고지 이전으로 인해 광교신도시로 연장되었으며, 현재는 수원시 ~ 안양시 간의 대표노선으로 자리잡았다. 2012년 8월부터 저상버스를 투입·운행하였으나, 저상버스들은 60번으로 보내지고 그 자리를 구형 차량들이 차지하고 있었으나, 2015년들어 서서히 구형차량이 대폐차되어가고 있다.
광주시내버스 1113번 관련
이 버스는 광주시와 강변역을 연결하는 노선으로 1005-1번보다 먼저 신설되었다. 그리고 2000년대 초에 에버랜드로 연장되었다. KD운송그룹의 최초 직행좌석버스 노선인 점에 대해 의미가 있다.
서울시내버스 106번 관련
이 버스는 의정부와 서울을 잇던 미군수송버스가 전신으로, 1970년 4월 1일 대개편 때 13번으로 번호가 변경되었다. 그러나 잦은 고장과 요금 동결, 경쟁 등으로 인해 무리가 있던 한진버스가 당시 경기여객 신설동 영업소장이던 허명회에게 노선 인수를 제의했고, 이를 받아들인 허명회가 1972년 1월 24일, 이 버스를 운행하던 한진버스를 인수해 대원여객으로 출범시켰다. 이 버스는 KD운송그룹의 최초 노선이라고 한다. 2004년 서울시내버스 체계 개편으로 인해 106번으로 번호가 변경되었다.
2024년 8월 3일 폐선되었는데, 폐선 당시 의정부시와 도봉구에서 반발이 있었으며, 이에 대한 임시 대책으로 106-1번 버스가 운행을 시작했다.
서울시내버스 241번 관련
2010년 8월 9일에 서울특별시 성동구 행당동에서 대원여객 241B번 버스의 천연가스 연료통이 폭발하는 사고가 발생하였다. 이 사고로 일부 환자가 개방성 골절을 당하는 불운을 겪기도 하였다. 주변의 상가 유리창이 파손되고 일부 차량도 파손된 사고였다.
이 사고를 계기로 구형 BS 106 로얄 시티 CNG 차량을 시작으로 동일 운행노선의 2002년 이전 형식의 구형 차량들까지 모두 신형 BS 106 로얄 시티 F/L CNG 차량으로 대폐차하였다.
현재 241B번은 241번으로 번호가 변경되었으며 대원교통으로 이관하였다.

### 노사 관계
근무 조건 및 복지 수준이 뛰어나며 KD운송그룹 계열사의 차량비율만 해도 전국 시내.시외 등록버스의 15%정도로 대한민국에 등록된 버스 10대중 평균 1.5대 정도가 KD운송그룹 소속 버스다. 또한 가정중심의 기업으로 각종 가정중심의 행사 및 매달 허명회 회장의 주관으로 생일파티를 실시하는 등의 각종 행사가 많다.

### 컨소시엄 출자 관련문제
2004년 서울특별시 버스 개편 때 메트로버스 컨소시엄에 지분을 대원교통이 직접 나서서 출자하였으며 원래는 출자 당시에 지주회사인 경기고속이 나서서 출자할 수도 있었으나 경기도 소속 버스회사가 서울특별시 주간선버스 업체 컨소시엄에 참여할 수 없기 때문에 대원교통이 지분을 허명회 회장의 지시를 받아서 보유 지분을 직접 나서서 출자하였다. 하지만 두 회사가 모두 출자하였음에도 불구하고 대주주가 되지를 못하였으며, 최대 주주로는 현재는 북부운수가 자리 잡고 있다.

## 차량 부문 사업부
- KD 오토리사이클링

KD 오토리사이클링은 KD운송그룹에서 내구연한이 다 된 차량을 폐차시킬 때 이곳에서 폐차한다. 일부 차량 부품 및 시트, 창문, 손잡이, 봉, 하차벨, 안전벨트 등은 재활용되며, 다른 자재는 친환경적으로 처리한다. 경우에 따라서는 상태가 좋은 차들은 폐차하지 않고 해외로 수출하기도 한다. 충청북도 음성군 생극면 오생리에 있다.
- KD 오토텍

각 회사별로 정비소가 있듯이 KD운송그룹도 경기도 광주시 광주차고지내에 위치한 자체 정비공장인 KD오토텍을 보유하고 있다. KD에서 대부분 대우버스만 반입해 대우버스를 전문적으로 다루기 때문에 대우버스 직영 정비공장으로 등록되어 있다. 보유하고 있는 모든 차량을 이곳에서 정비한다. 포천시 내촌면에 차고지를 하나 더 마련하면서 제 2 정비공장까지 마련했다.
- KD 에너지텍

KD운송그룹은 천연가스와 유류 등의 연료를 GS칼텍스로부터 직거래로 구매하여 각 영업소로 보내 자체적으로 소비한다. 또한 어느 회사에서도 갖추지 못한 저유소를 운영하여 자체적으로 유류를 보관한다.
- KD 실크인쇄반

KD 실크인쇄반은 경기상운 산하로 차량에 부착되는 광고물, 노선도, 행선판 등을 제작하는 회사이다. 시내버스 행선판은 서울특별시, 경기도에서 디자인을 납품받아서 인쇄하며, 시외버스, 고속버스 및 대원교통, 대원여객의 내부 노선도 일부는 자체적으로 디자인한 행선판을 인쇄한다.

## 직원복지.내부거래 사업부
KD운송그룹은 그룹 운영의 모든 것을 자체적으로 해결한다. 이에 따른 철저한 비용 절감 효과를 가지고 있으며, 이에 따른 여러 계열사가 존재하기 때문에 관련 업체들을 소개하고자 한다.
- KD 어패럴

KD 어패럴에서 생산되는 KD운송그룹 직원들이 입는 옷도 예사롭지 않다는 걸 느낄 수가 있다. 바로 디자이너 앙드레 김이 디자인한 옷이다. 당시 그 이유가 허명회 회장의 생각이, 명품을 입어야 명품 서비스를 승객들에게 제공할 수 있다는 생각에 자존심 강한 디자이너 앙드레 김이 허명회 회장의 5년간의 설득 끝에 13억원의 가격으로 KD운송그룹 소속 전 직원이 입는 근무복을 디자인을 했다고 한다.
- KD 푸드피아

KD 푸드피아는 KD 운송그룹 소속의 음식업 담당 업체로 전국 53개의 직영 식당을 보유하고 있으며 KD 운송그룹 직원들이 먹는 음식들, 식재료 들을 전부 이곳에서 생산한다. 이에 따른 대표적인 계열 공장 (업체)로는 KD 김치공장, KD 빵, 두부, 콩나물 공장등을 들 수 있다. 일부 식품은 푸드피아스토리를 통해 외부에 시판하기도 한다. 외부 시판은 푸드피아스토리 공식 사이트를 통해서만 시판하고 일반적인 경로로는 시판하지 않는다.
- KD 김치공장

KD 김치공장은 경기고속 이천대월영업소 부근에 허상준 사장이 부지를 구입하여 설립하였으며 KD 푸드피아의 계열 공장이다. 개업 당일 허명회 회장 및 아들 허상준 사장, 이천영업소 직원 및 이천시장 등이 참석하여 개업식을 열었다. 공장 내에는 자체 빵, 두부, 콩나물 공장등이 자리 잡고 있으며 이곳에서 생산되는 김치는 매년 15 kg씩 직원들에게 나누어 주기도 하며, 직영 53개 식당으로 보내지기도 한다. 또한 푸드피아스토리를 통해서만 유일하게 외부 시판을 하기도 하며, 이 회사의 김치는 제조 할 때 일체 조미료를 사용하지 않아 식품의약품안전처로부터 HACCP 인증까지 받았다.
- 경기운수 KD 청정피아

코로나19로 인해 마스크 수요가 증가하자 경기운수 산하로 세워진 마스크 생산 공장이다.

## 시장 진출 관련(진출하지 못하거나 약세 지역)
- 화영운수가 자리 잡고 있는 광명시 (단, 시외버스는 소수 운행)
- 소신여객, 부천버스, 도원교통, 청우운수, 부일교통, 성일운수, 태현교통이 자리 잡고 있는 부천시 (단, 시외버스, 경기순환버스는 소수 운행, 부천터미널 소풍은 KD 운송그룹 소유)
- 경원여객과 태화상운과 써클라인이 자리 잡고 있는 안산시 (단, 시외버스는 소수 운행)
- 시흥교통이 자리 잡고 있는 시흥시 (단, 시외버스는 소수 운행)[21]
- 금강고속이 자리잡은 양평군[22] 및 강원도 홍천군
- 강원고속, 진흥고속이 자리잡은 가평군 (단, 시외버스는 소수 운행)[23]
- 마니교통, 신강교통, 선진네트웍스, 강인여객, 영종운수, 청룡교통, 천지교통 등이 자리잡은 인천광역시[24] (단, 시외버스 및 공항버스는 소수 운행)
- 선진네트웍스 계열인 김포운수와 선진버스, 선진상운이 자리잡은 김포시[25]
- 경일여객이 자리 잡고 있는 충청북도 진천군의 경우 2016년 성남 - 진천 직통이 신설되면서 진출하였다.[26]
- (주) 세원, 경남고속, 경원여객, 신흥여객, 부산교통 등이 자리 잡고 있는 부산광역시와 경상남도에서는 과거 지역 버스회사의 심한 견제로 대부분 지역에 들어오지도 못하였으나, 기존 남해, 산청, 의령, 울산으로 진출한 것을 비롯, 2009년 1월 8일에는 부산광역시에 대원고속의 시외버스 노선이 진출하게 되었다. 2013년에 들어서면서 부산사상 (서부산), 김해시, 창원시로도 진출하였다. 또한 2015년에는 마산~동해~강릉 노선을, 2016년에는 서울경부~밀양, 원주~제천~김해 노선을 개통하는 등 노선을 점차 확충하고 있다.
- 금남고속, 중부고속, 충남고속, 한양고속이 자리 잡고 있는 대전광역시와 충청남도 지역에서도 1990년대 중반까지는 지역 버스회사의 강력한 견제로 대부분 진출하지 못하였으나 기존의 천안, 아산 노선을 시작으로 1996년 대전광역시에 진출, 2005년에는 보령, 홍성에 진출 및 서해고속 노선의 인수로 당진에 진출하였다. 또한 2007년에는 안양 (개통 이후 조기 폐선), 2009년에는 고양 - 공주 / 논산 시외버스를 개통, 현재까지 운행 중이며, 2013년에는 세종시 ↔ 부산 노선과 원주 ↔ 세종시[27] 노선을 개통했다. 2018년에는 삼흥고속을 인수했다.

선진네트웍스 일부 계열사 매각
선진네트웍스는 동남아시아 해외 사업을 위해 KD운송그룹에게 선진상운과 유성운수를 매각하였고, 2010년에는 선진여객 (경기)과 선진고속을 매각하였고 2011년에는 하남시내버스를 매각하였다.
동부익스프레스 일부 노선 매각
2010년 동부익스프레스에서 운행하던 춘천 - 광주, 춘천 - 동대구, 원주 - 강릉, 대전 - 강릉 4개 노선을 KD운송그룹에게 매각하였다.
삼화고속 일부 노선 매각
2012년 삼화고속에서 운행하던 인천 - 남원, 수원 - 순천, 대전 - 울산 3개 노선을 KD운송그룹에게 매각하였다.
경북고속, 경남고속 일부 노선 매각
2013년 KD운송그룹은 경북고속의 부천 ~ 부산사상 노선과 경남고속의 천안 ~ 부산 노선을 차례대로 인수받았다.
신성여객, 신성운수 일부 노선 매각
2014년과 2015년 두 차례에 걸쳐 신성여객과 신성운수에서 운행하던 시외버스 전 노선을 KD운송그룹에게 매각하였다.
태화상운 일부 노선 매각
2015년 태화상운에서 운행하던 인천 용현동 - 안산 노선을 KD운송그룹에게 매각하였다.
코리아와이드경북, 코리아와이드진안 일부 노선 매각
2018년 11월 7일 코리아와이드경북과 코리아와이드진안에서 운행하던 시외버스 중 일부 노선을 KD운송그룹에게 매각하였다.
동부고속 일부 노선 매각
2018년 12월 18일 동부고속에서 운행하던 용인발 영남, 호남 방면 고속버스 노선을 KD운송그룹에게 매각하였다.
- 상기 사항과는 달리 KD운송그룹은 수도권 내에서는 절대적인 입지를 가지고 있으며, 시외버스 노선 역시 제주도와 울릉도를 제외한 전국 전 지역을 운행하고 있다.

## 자회사
운수업체만 총 16개 회사로 이루어져 있으며 KD운송그룹 소속으로는 버스의 운영의 모든것을 독자 / 자체적으로 해결하기 때문에 그룹 내에 내수용 물품을 생산하기 위한 별도 계열 업체가 있다. 또한 대원교육재단을 설립하여 교육에도 투자, 힘쓰고 있다.
인수회사로는 1978년과 1984년에 각각 1차, 2차로 인수한 경기고속과 대원고속이 있으며, 3차 인수로는 1995년 인수한 대원교통, 4차로는 2006년 인수한 평안운수, 5차 인수로는 2008년 인수한 명진여객과 진명여객이 있다. 6차 인수로는 2009년 인수한 선진상운과 유성운수, 7차 인수로는 2010년에 인수한 선진여객, 8차 인수로는 2011년에 인수한 하남시내버스가 있다. 현재 최대지주인 경기고속과 대원고속은 인수한 회사다.
그리고, 행사 비용을 최대한 줄이기 위하여, 모든 계열사의 창립기념일을 4월 1일로 통합하였다.

### 운수 업체
경기도 시내버스 사업부
- 경기버스 - 경기도 남양주시 시내버스 (1968년 설립, 2009년 인수)
- 경기상운 - 경기도 하남시 시내버스 (2000년 설립, 2010년 인수)
- 경기여객 - 경기도 구리시 시내버스 (2007년 설립)
- 경기운수 - 경기도 남양주시 시내버스 (1980년대 설립, 2009년 인수)
- 대원버스 - 경기도 성남시 시내버스 (2003년 설립)
- 대원운수 - 경기도 남양주시 시내버스 (1999년 설립)
- 명진여객 - 경기도 의정부시 시내버스 (1962년 설립, 2008년 인수)
- 진명여객 - 경기도 양주시 시내버스 (2003년 설립, 2008년 인수)
- 평안운수 - 경기도 의정부시 시내버스 (1968년 설립, 2006년 인수)
- 화성여객 - 경기도 화성시 시내버스 (2014년 설립)
- 평택버스 - 경기도 평택시 시내버스 (2020년 설립, 2021년 사명 변경)
- 이천시내버스 - 경기도 이천시 시내버스 (2020년 설립)

서울특별시 시내버스 사업부
- 대원교통 - 서울특별시 시내버스 (1974년 설립, 1995년 인수)
- 대원여객 - 서울특별시 시내버스 (1972년 설립)

전세버스 사업부
- 대원관광 - 전세버스·관광버스 (1970년 설립)

고속버스 사업부
- 경기고속 - 경기도 광주시 시내버스, 고속버스·마을버스·시외버스·광역버스·공항버스·전세버스·관광버스 (1930년 설립, 1978년 인수)
- 대원고속 - 경기도 광주시 시내버스, 고속버스·마을버스·시외버스·광역버스·공항버스·전세버스·관광버스 (1954년 설립, 1984년 인수)
- 삼흥고속 - 충청남도 공주시 고속버스·시외버스·공항버스 (1966년 설립, 2018년 인수)

컨소시엄 출자참여
- 메트로버스 - 서울특별시 주간선버스 (2004년 대원교통, 대원여객 등이 직접 컨소시엄 출자)

터미널 사업부
- 광주종합버스터미널 - 경기도 광주시 경안동에 있는 종합버스터미널.
- 안동버스터미널 - 경상북도 안동시 송현동에 있는 버스터미널.
- 고양종합터미널 - 경기도 고양시 일산동구 백석동에 있는 종합버스터미널.
- 부천터미널 소풍 - 경기도 부천시 원미구 상동에 있는 종합버스터미널.
- 장호원버스터미널 - 경기도 이천시 장호원읍에 있는 버스터미널.

차량 운영 사업부
- KD 실크인쇄반 - KD운송그룹 소속의 인쇄 전문업체.[29]
- KD 오토텍 - KD운송그룹 소속의 대우버스 직영 버스/그룹 내 차량 정비공장.[30]
- KD 에너지텍 - KD운송그룹 소속의 연료 (유류, CNG 천연가스)보급 담당 업체.[31]
- KD 오토리사이클링 - KD운송그룹 소속의 폐차장.[32]

### 직원복지.내부거래용 계열사
직원들 운전화는 금강제화에서 제작하고, 자체적으로 생산하지 않기 때문에 제외한다. 진급이 잘안되는편이다.
식료품 사업부
- KD 김치공장 -경기고속 이천 대월면 영업소 부근에 세운 김치공장으로 KD운송그룹 소속의 김치 제조공장. 푸드피아 예하 공장으로 푸드피아스토리 홈페이지를 통해서만 김치를 시판하기도 한다.
- KD 푸드피아 - KD운송그룹 소속의 음식업 담당 업체. 푸드피아스토리를 통해 일부 식품은 외부에 시판하기도 한다.

의류 사업부
- KD 어패럴 - 경기고속 대성리 영업소 부근에 위치한 KD운송그룹 소속 직원들의 근무복 제작공장

마스크 사업부
- 경기운수 KD청정피아 마스크 팩토리 : 자체 마스크 생산 공장이다. 코로나19로 인해서 설립했고, 자체적으로 마스크를 생산해서 전 계열사에 보급한다.

### 교육 관련 사업부
대원교육재단
- 세명대학교
- 세명고등학교
- 세명컴퓨터고등학교

민송학원
- 대원대학교
- 성희여자고등학교

## 편의 시설
KD운송그룹 소속의 모든 광역급행버스 (MBUS), 경기순환버스, 직행좌석버스, 공항버스 (수도권 출발)에는 T wifi zone이 설치되어 있으며, 일부 노선과 일부 차량에 한해 Olleh Wi-Fi zone이 설치되어있으나 최근에는 배터리 문제로 설치하지 않는다. 다만 광역급행버스 (MBUS)와 경기순환버스의 경우 공기청정기와 휴대폰충전기가 설치되어있다.

## 경기순환버스,국토교통부의 광역급행버스최다보유
KD운송그룹은 국토교통부에서 시행중인 수도권 광역급행버스 (국토교통부의 광역급행버스) M2316번 (남양주 화도읍 - 잠실역), M2323번 (남양주 평내동 - 잠실역), M5115번 (광교신도시 ↔ 서울역), M5414번 (광교신도시 ↔ 신논현역), M5422번 (영통구청 ↔ 신논현역), M4101번 (수지구 ↔ 서울역), M4102번 (분당구 미금역 ↔ 서울역), M4108번 (동탄신도시 ↔ 서울역), M4403번 (동탄신도시 ↔ 신논현역), M5107번 (경희대학교 국제캠퍼스 ↔ 서울역), M5438번(평택지제역 ↔ 강남역), M7412번 (일산신도시 ↔ 강남역), M7613번 (일산신도시 ↔ 여의도역), M2344번 (별내신도시 ↔ 잠실역) 노선 등 총 32개 노선 중 절반 정도인 15개 노선을 운영하고 있을 정도로 버스운수업계에서 대한민국 최고재벌임을 증명하였지만, M5121번과 M5422번 수원시 도심 구간 노선을 신설하는 과정에서 입찰 과정 없이 인허가되어, 용남고속 등 일부 운송 업체에서는 국토교통부가 KD운송그룹에 특혜를 주고 있다고 강하게 반발하였다.
또한 경기순환버스 5개 노선을 모두 운행하고 있다.

## 같이 보기
- 학교법인 대원교육재단